# Гітега
Гіте́га (колишня Кіте́га) — столиця (з 16 січня 2019) та друге за населенням місто Бурунді, розташоване в центральній частині країни, також столиця провінції Гітега та столиця колишнього Королівства Бурунді.

## Клімат
Місто знаходиться у зоні, котра характеризується океанічним кліматом субтропічних нагір'їв. Найтепліший місяць — вересень із середньою температурою 19.9 °C (67.8 °F). Найхолодніший місяць — липень, із середньою температурою 18.2 °С (64.8 °F).
| Клімат Гітеги           | Клімат Гітеги | Клімат Гітеги | Клімат Гітеги | Клімат Гітеги | Клімат Гітеги | Клімат Гітеги | Клімат Гітеги | Клімат Гітеги | Клімат Гітеги | Клімат Гітеги | Клімат Гітеги | Клімат Гітеги | Клімат Гітеги |
| Показник                | Січ.          | Лют.          | Бер.          | Квіт.         | Трав.         | Черв.         | Лип.          | Серп.         | Вер.          | Жовт.         | Лист.         | Груд.         | Рік           |
| Середній максимум, °C   | 25,2          | 25,5          | 23,3          | 24,9          | 24,8          | 25,2          | 25,9          | 26,8          | 27,1          | 26,4          | 24,9          | 24,8          | 25,4          |
| Середня температура, °C | 19,5          | 19,6          | 18,6          | 19,6          | 19,2          | 18,4          | 18,2          | 19,2          | 19,9          | 19,9          | 19,2          | 19,1          | 19,2          |
| Середній мінімум, °C    | 13,8          | 13,7          | 13,8          | 14,3          | 13,6          | 11,6          | 10,5          | 11,6          | 12,7          | 13,4          | 13,6          | 13,5          | 13            |
| Норма опадів, мм        | 157.5         | 146.6         | 163.6         | 169.2         | 76.3          | 5.6           | 4.4           | 9.2           | 52.5          | 100.4         | 148.9         | 145.2         | 1179.4        |
| Днів з дощем            | 23            | 19            | 21            | 22            | 14            | 2             | 1             | 2             | 8             | 17            | 23            | 24            | 176           |
| ----------------------- | ------------- | ------------- | ------------- | ------------- | ------------- | ------------- | ------------- | ------------- | ------------- | ------------- | ------------- | ------------- | ------------- |
| Джерело: Weatherbase    |               |               |               |               |               |               |               |               |               |               |               |               |               |

## Економіка
У місті функціонують ринок худоби, розробка торфу та шкіряний завод. Гітега також відома своїм базаром гончарних виробів. Величезні, часом у людський зріст пузаті глечики, які вміють робити тільки представники народності хуту, розходяться звідси в різні країни. Тут можна купити різні плетені вироби: килими, циновки, ширми, величезні кошики і крихітні скриньки. Їх плетуть, як правило, з папірусу і прикрашають чорним, синім і жовтим геометричним орнаментом.

## Соціальна сфера
Гітега — великий освітній центр Бурунді, у якому багато навчальних закладів різного рівня. Крім того в місті розташований королівський суд або ібвамі. Також є багато культових споруд різних релігій, у тому числі Архієпархія Гітеги.

## Визначні місця
У Гітезі знаходиться одна з найяскравіших пам'яток Бурунді — королівський палац. Будинок витриманий в сучасному стилі, але з рисами місцевої архітектури. Поряд з палацом знаходиться Національний музей Бурунді, у якому зібрана багата етнографічна колекція, а також архівна інформація про історію країни. В музеї представлено багато різних видів королівських барабанів, які раніше були символом Бурунді і його королів (мвамі).
За 20 км від Гітеги лежить територія національного парку Рувубу. Також заслуговує на увагу водоспад Чуте де ла Кагера (або водоспад Карера), дуже мальовничий в період дощів.

## Транспорт
У місті функціонує аеропорт.